# ノースポール (アラスカ州)
ノースポール（North Pole）は、アメリカ合衆国アラスカ州中央部に位置する都市である。フェアバンクスの都市圏内、南東郊約20kmに位置する。人口は1,778人（2005年推計）。市はWhere the Spirit of Christmas Lives Year Round（クリスマスの精神が1年中生きている地）を謳っている。

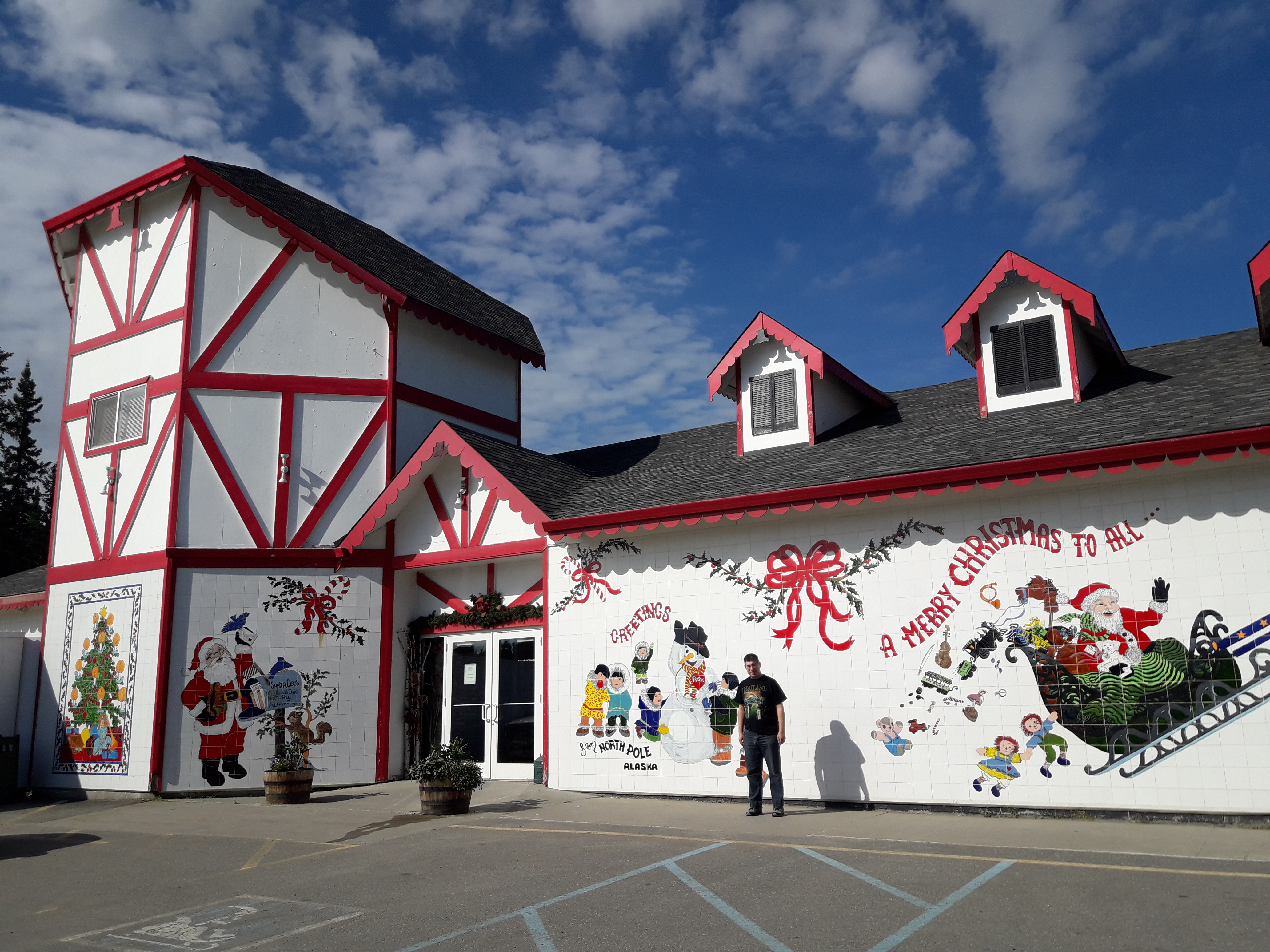
サンタクロースの家

## 概要
特によく知られているのはサンタクロースの家（Santa Claus House）である。1952年に建てられたこの「サンタクロースの家」は、世界中の子供たちから延べ100万通を超える「サンタクロースへの手紙」を受け取り、また親たちから注文された「プレゼント」を販売してきた。クリスマス前になると、地元の郵便局は寄せられた「サンタクロースからの手紙」に対し、同局の消印が入ったクリスマスカードを返送する。ノースポールの郵便番号である99705は、「サンタクロースの郵便番号」とされている。
また、市内にはサンタクロース・レーン（Santa Claus Lane）、セント・ニコルス・ドライブ（St. Nicholas Drive）、スノーマン・レーン（Snowman Lane）、クリス・クリングル・ドライブ（Kris Kringle Drive）といった、クリスマスに関係の深い名のついた通りがいくつも存在する。市内の通りにはキャンディケインの形をした街灯が並んでいる。多くの地元企業も似たような装飾を施している。さらに、市内の消防車や救急車はすべて赤色で、パトカーはすべて緑色と、ここにもクリスマスに対するこだわりを見ることができる。

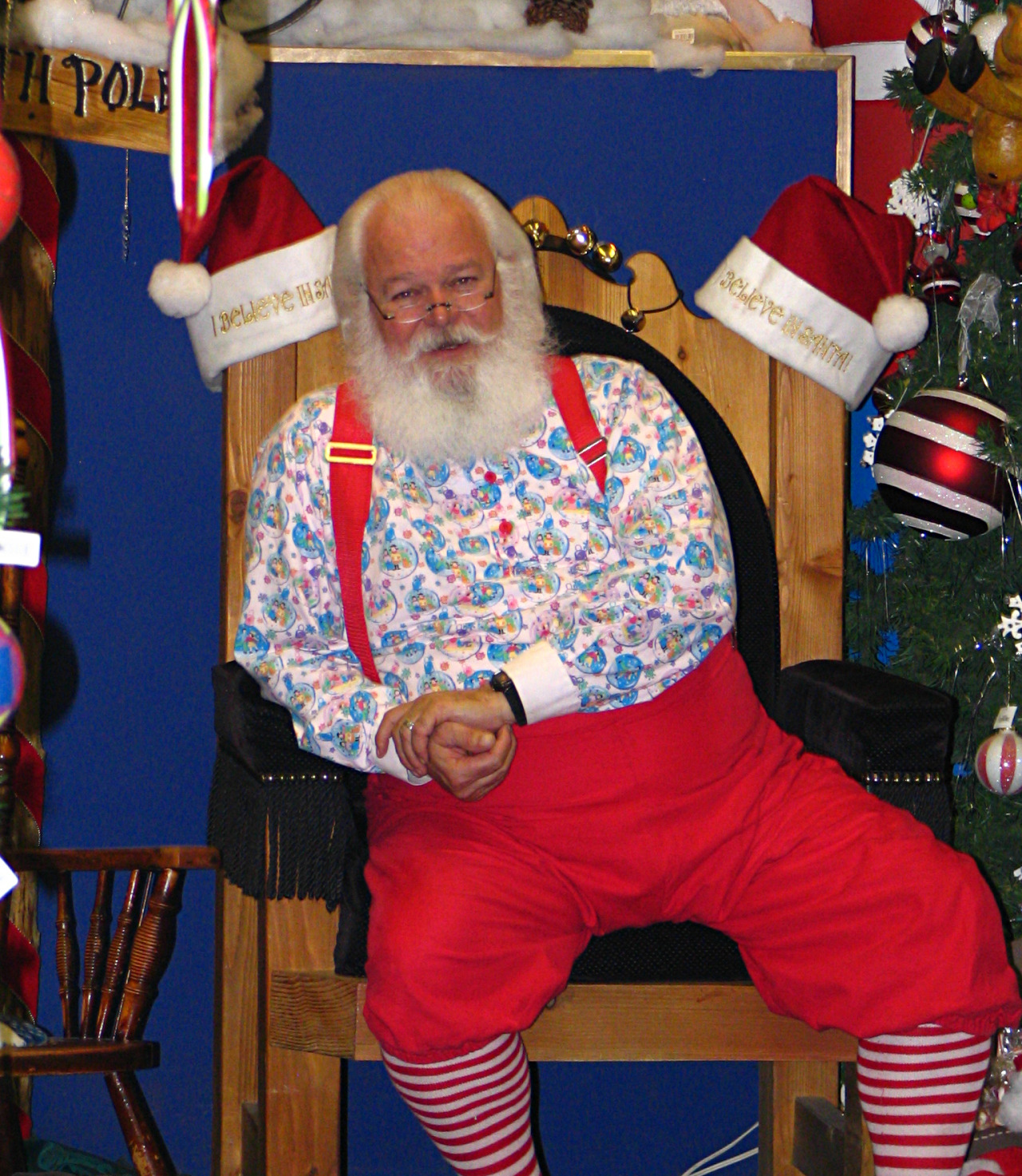
「サンタクロースの家」のサンタクロース
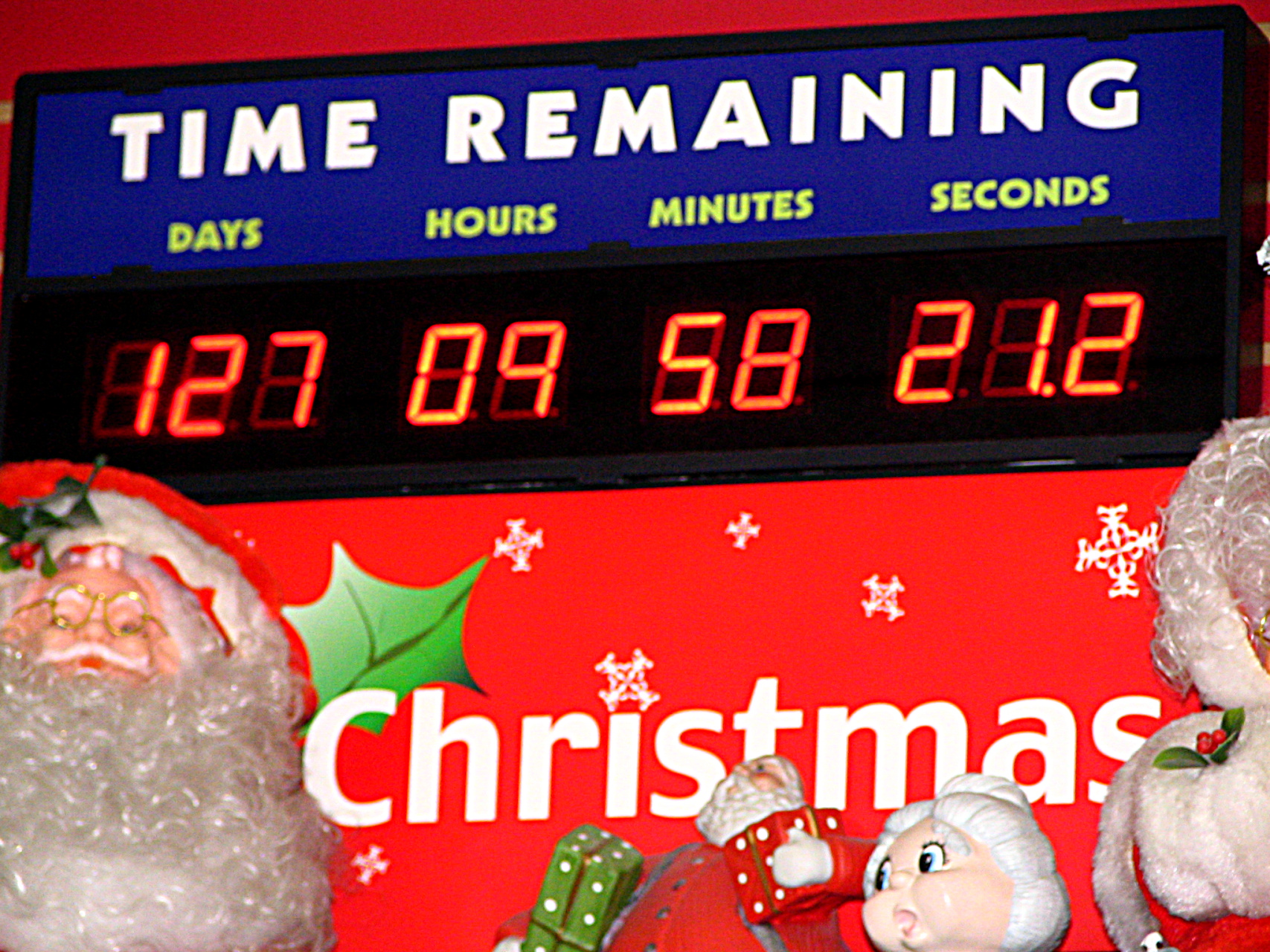
クリスマスへのカウントダウン・クロック
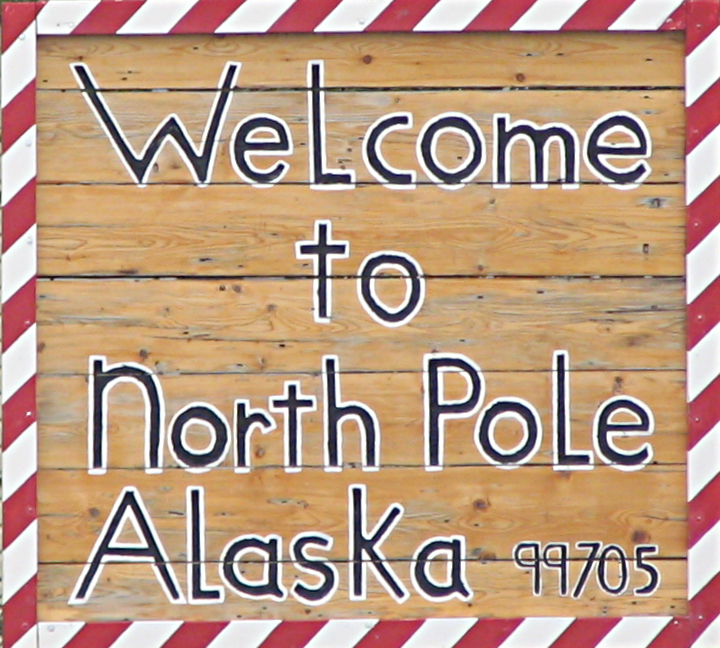
ノースポールのウェルカム・サイン

## 地理

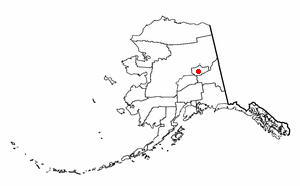
ノースポールの位置

ノースポールは北緯64度45分4秒 西経147度21分7秒 / 北緯64.75111度 西経147.35194度（64.751048, -147.351969）に位置している。アラスカ州中央部の主要都市フェアバンクスの南東約20kmに位置している。「北極点」を意味するNorth Poleという市名であるが、実際には北極圏内ですらなく、北極点より2,700km以上南である。
アメリカ合衆国統計局によると、ノースポール市は総面積10.9km²（4.2mi²）である。そのほぼ全域が陸地であり、水域は総面積の0.47%、0.1km²（0.04mi²）に過ぎない。
ノースポール市はユーコン川の支流の1本であるタナナ川の北東岸に位置している。川には堤防が築かれており、町とは接していない。市の周辺にはツンドラ性の湿地が広がっている。
ノースポールの気候は短い夏と長く寒さの厳しい冬に特徴付けられる。平均気温が摂氏10度以上となるのは6月から8月にかけての3ヶ月間のみである。また内陸の盆地にあるため、気温の年較差が大きい。夏の日中は摂氏25度を超える日もあり、フェアバンクス同様アラスカ州としては高温な部類に入るが、冬の夜は氷点下30度～40度を下回ることも珍しくない。ケッペンの気候区分では亜寒帯湿潤気候（Dfc）に属する。

### 人口動勢
以下は2004年時点での人口統計データである。
基礎データ
- 人口: 1,675人
- 世帯数: 652世帯
- 家族数: 431家族
- 人口密度: 149.3人/km²（373.6人/mi²）
- 住居数: 653軒
- 住居密度: 60.0軒/km²（155.4軒/mi²）

人種別人口構成
- 白人: 80.96%
- アフリカン・アメリカン: 5.67%
- ネイティブ・アメリカン: 3.57%
- アジア人: 2.61%
- 太平洋諸島系: 0.45%
- その他の人種: 1.15%
- 混血: 5.61%
- ヒスパニック・ラテン系: 3.76%

年齢別人口構成
- 18歳未満: 29.8%
- 18-24歳: 13.2%
- 25-44歳: 33.3%
- 45-64歳: 18.5%
- 65歳以上: 5.2%
- 年齢の中央値: 29歳
- 性比（女性100人あたり男性の人口）
  - 総人口: 110.7
  - 18歳以上: 115.2

世帯と家族（対世帯数）
- 18歳未満の子供がいる: 40.0%
- 結婚・同居している夫婦: 49.0%
- 未婚・離婚・死別女性が世帯主: 11.0%
- 非家族世帯: 36.9%
- 単身世帯: 26.9%
- 65歳以上の老人1人暮らし: 4.6%
- 平均構成人数
  - 世帯: 2.57人
  - 家族: 3.19人

収入と家計
- 収入の中央値
  - 世帯: 42,564米ドル
  - 家族: 54,993米ドル
  - 性別
    - 男性: 32,917米ドル
    - 女性: 27,240米ドル
- 人口1人あたり収入: 21,426米ドル
- 貧困線以下
  - 対人口: 6.7%
  - 対家族数: 5.12%
  - 18歳未満: 9.0%
  - 65歳以上: 22.6%

## 歴史
ノースポールは1944年にボン・V・デービス（Bon V. Davis）が住みついたことから始まった比較的新しい都市である。移住当時のデービス一家の暮らしは、のちに息子のT・ニール・デービス（T. Neil Davis）の著書、Battling Against Success（1997年）で著されている。やがてダール・アンド・ガスク開発会社（Dahl and Gaske Development Company）がこの地を購入・分割し、この地にノースポールという名をつけた。このノースポールという名は、この地への玩具メーカーの誘致を狙ってつけられたものであった。1952年には市のシンボルとも言える「サンタクロースの家」が建てられた。1953年1月15日には、ノースポールは正式な市となった。

## 対外関係

### 姉妹都市･提携都市
ノースポールは日本の岐阜県旧板取村と姉妹都市提携を結んでいた。板取村は2005年2月7日に関市に合併された。